# Acacia jibberdingensis
Acacia jibberdingensis é uma espécie de leguminosa do gênero Acacia, pertencente à família Fabaceae.